# Seznam madžarskih politikov
Seznam madžarskih politikov.

## A
- Lajos Ács (1898–1959)
- György Aczél (1917–1991)
- János Áder (1959–)
- László Andor (1966–)
- László Andráska
- Gyula Andrássy (1823–1890)
- Gyula Andrássy ml. (1860–1929)
- Károly Andrássy (1792–1845)
- József Antall (1932–1993)
- Vilmos Apor de Altorja (1892–1945)
- Albert Apponyi (1846–1933)
- Antal Apró (1913–1994)

## B
- Endre Bajcsy-Zsilinszky (1886–1944)
- György Gordon Bajnai (1968–)
- Tamás Bakócz (1442–1521)
- László Baky (1898–1946)
- Péter Balázs (1941–)
- Zoltán Balog (1958–)
- István Balogh (1894–1976)
- Károly Balogh
- Dezső Bánffy (1843–1911)
- Miklós Bánffy de Losoncz (1873–1950)
- Balázs Bárány (1987–)
- István Bárczy (1866–1943)
- László Bárdossy (1890–1946)
- Gábor Baross (1848–1892)
- Etelka Barsiné Pataky (1941–2018)
- István Bata (1910–1982)
- Erzsébet Báthory (1560–1614)
- Zsigmond Báthory (1572–1613)
- Kázmér Batthyány (1807–1854)
- Lajos Batthyány (1807–1849)
- Lajos Batthyány de Németújvár (1860–1951)
- Károly Bauer
- Tamás Bauer (1946–)
- Zsolt Becsey (1964–)
- Tordai Bence (1981–)
- Tibor Benkő (1955–)
- Ödön Beöthy (1796–1854)
- János Berecz (1930–2022)
- Dénes Berinkey (1871–1944)
- Ágost Benárd (1880–1968)
- István Bethlen (1874–1946)
- István Bibó (1911–1979)
- József Bielek (1934–2008)
- Zoltán Bíró (1941–)
- Béla Biszku (1921–2016)
- István Bittó (1822–1903)
- Tivadar Bódy (1868–1934)
- József Bognár (1917–1996)
- Vilmos Böhm (1880–1949)
- Lajos Bokros (1954–)
- János Boldóczki (1912–1988)
- Ildikó Borbély (1972–)
- (Lasló Borbély)
- Lénárd Borbély (1981–)
- Imre Boros (1947–)
- Péter Boross (1928–)
- János Bud de Budfalva (1880-1950)
- György Budaházy (1969–)

## C
- Dénes Csengey (1953–1991) ?
- Gyula Cseszneky (1914–1970)
- István Csáky (1894–1941)
- Katalin Cseh (1988–)
- Sándor Csoóri (1930–2016)
- János Csorba (1897–1986)
- István Csurka (1934–2012)

## D
- Kálmán Darányi (1886–1939)
- Géza Daruváry (1866–1934)
- Ibolya Dávid (1954–)
- Ferenc Deák (1803–1876)
- Ervin Demeter (1954–)
- Gábor Demszky (1952–)
- Tamás Deutsch (1966–)
- Lajos Dinnyés (1901–1961)
- István Dobi (1898–1968)
- Klára Dobrev (1972–) (bolgarskega rodu)
- Anna Júlia Donáth (1987–)
- Lajos Drahos (1895–1983)
- Alfréd Drasche-Lázár (1875–1949)
- Ilona Duczynska (Ducsinszka) (1897–1978)
- József Dudás (1912–1957)
- Dóra Dúró (1987–)

## E
- Tibor Eckhardt (1888–1972)
- Mályusz Elemér (1898–1989), zgodovinar
- László Endre (1895–1946)
- Pál Gábor Engelmann (1854–1916)
- Ferenc Erdei (1910–1971)

## F
- Ákos Farkas (1894–1952)
- Mihály Farkas (Hermann Lőwy) (1904–1965)
- András Fekete-Győr (1989–)
- László Fellegi Tamás (1956–)
- Sándor Festetics de Tolna (1882–1956)
- Ádám Ficsor (1980–)
- Jenő Fock (1916–2001)
- Gábor Fodor (1962–)
- Leó Frankel (fr. Léo Fränkel) (1844–1896)
- István Friedrich (1883–1951)
- Lájos Fűr (1930–2013)
- Tibor Füzessi (1928–2023)

## G
- Gaszton Gaál (1868–1932)
- Kinga Gál (1970–)
- Zoltán Gál (1940–)
- Zoltán J. Gál (1973–)
- András Gálszécsy (1933–2021)
- Ernő Garami (1876–1935)
- Sándor Garbai (1879–1947)
- István Gaskó (1954–)
- Jenő Gerbovits (1925–2011)
- Béla Glattfelder (1967–)
- Jenő Gerbovits (1925–2011)
- Elemér Gergátz (1942–2019)
- Ernő Gerő (1898–1980)
- Béla Glattfelder (1967–)
- Ferenc Glatz (1941–)  predsednik Madžarske akademije znanosti
- Erika Glanz (1942–) (Porabska Slovenka)
- Zoltán Gőgös (1960–)
- Gyula Gömbös (1886–1936)
- Árpád Göncz (1922–2015)
- Kinga Göncz (1947–)
- Ferenc Gordon (1893–1971)
- Artúr Görgei (Arthur Görgey) (1818–1916)
- István Gorove de Gáttája (1819–1881)
- Karoly Grosz (1930–1996)
- Gusztáv Gratz (1875–1946)
- Zsolt Gréczy (1964–)
- Gergely Gulyás (1981–)
- János Gyöngyösi (1893–1951)
- Márton Gyöngyösi (1977 -)
- Ferenc Gyurcsány (1961–)
- András Gyürk (1972–)

## H
- András Hadik (1710–1790)
- Ákos Hadházy (1974–)
- János Hadik (1863–1933)
- János Halmos (1847–1907)
- Csaba Hamori
- Tamás Harangozó (1979–)
- Miklós Haraszti (1945–)
- Péter Pál Harrach (1947–)
- Ferenc Harrer (1874–1969)
- Pál Harrer (1829–1914)
- András Hegedüs (1922–1999)
- Lóránt Hegedüs (1872–1943)
- Péter Hegedűs
- Csaba Hende (1960–)
- Árpád Henney (1895–1980)
- Károly Herényi (1950–)
- Tivadar (Theodor) Herzl (1860–1904)
- István Hiller (1964–)
- Miklós Horthy (1868–1957)
- Gyula Horn (1932–2013)
- Balázs Horváth (1942–2006)
- Béla Horváth de Szentgyörgy (1886–1978)
- Imre Horváth (1901–1958)
- István Horváth (1935–)
- Gábor Hunyadi
- Károly Huszár (1882–1941)

## I
- Béla Imrédy - vitéz ómoravicza (1891–1946)
- Pál Iványi (1942–)

## J
- István Jakab (1949–)
- Péter Jakab (1980–)
- Károly Janza (1914–2001)
- Zsigmond Járai (1951–)
- Lívia Járóka (1974–)
- Benedek Jávor (1972–)
- Géza Jeszenszky (1941–)
- Rudolf Joó (1946–2002)
- Jožef Avgust Avstrijski (1872–1962)
- Gábor Juhász (1963–)
- Hajnalka Juhász (1980–)
- Péter Juhász (1971–)

## K
- János Kádár (1912–1989)
- Gyula Kállai (1910–1996)
- Benjamin Kállay (1839–1903)
- Miklós Kállay (1887–1967)
- Károly Kamermayer (1829–1897)
- Kálmán Kánya (1869–1945)
- László Kapolyi (1932–2014)
- Gergely Karácsony (1975–)
- Jenő Karafiáth (1883–1952)
- Gyula Károlyi (1871–1947)
- Mihály Károlyi  (1875–1955)
- Kálmán Katona (1948–2017)
- Lajos Kelemen (1923–2008)
- Gábor Kemény (1910–1946)
- Szabolcs Kerék-Bárczy (1971–)
- Ferenc Keresztes-Fischer (1881–1948)
- László Lóránt Keresztes (1975–)
- Dezső Keresztury (1904–1996)
- Gábor Kerpel-Fronius  (1966–)
- Anna Kéthly (1889–1976)
- János Kis (1943–)
- Károly Kiss (1903–1983)
- Péter Kiss (1959–2014)
- Erika Köles-Kiss (1961–) (Porabska Slovenka)
- Károly Khuen-Héderváry (1849–1918)
- Máté Kocsis (1981–)
- Olivio Kocsis-Cake (1980–) (temnopolt)
- Imre Kónya (1947–)
- Péter Kónya (1969–)
- Béla Köpeczi (1921–2010)
- Frigyes Korányi de Tolcsva (1869–1935)
- János Kornai (1928–2021) (ekonomist)
- Gyula Kornis
- Mihály Korom (1927–1993)
- Lajos Korózs (1958–)
- Csaba Kőrösi (1958–)
- Lajos Kósa (1964–)
- István Kossa (1904–1965)
- Ferenc Kossuth (1841–1914)
- Lajos Kossuth (1802–1894)
- Béla Kovács (1908–1959)
- István Kovács (1911–2011)
- László Kovács (1939–)
- József Kővágó (1913–1996)
- László Kövér (1959–)
- Mihael Kregar (1734–1803)
- Kálmán Kulcsár (1928–2010)
- Béla Kun (1886–1939?)
- Gábor Kuncze (1950–)
- Zsigmond Kunfi (Zsigmond Kohn) (1879–1929)
- Ágnes Kunhalmi (1982–)

## L
- Géza Lakatos (1890–1967)
- László Lakos (1945–)
- Mónika Lamperth (1957–)
- Jenő Landler (1875–1928)
- János Latorcai (1944–)
- György Lázár (1924–2014)
- János Lázár (1975–)
- Katalin Lévai (1954–)
- Sándor Lezsák (1949–)
- Menyhért Lónyay (1822–1884)
- Pál Losonczi (Pál Laklia) (1919–2005)
- György Lukács de Erzsébetváros (1865–1950)
- György Lukács (1885–1971)
- Janos Lukács
- László Lukács (1850–1932)

## M
- Imre Madách (1823–1864)
- Ferenc Mádl (1931–2011)
- Bálint Magyar (1952–)
- Péter Magyar (1981–)
- Imre Markója (1931–2008)
- János Mayer (1871–1955)
- Pál Maléter (1917–1958)
- Péter Márki-Zay (1972–)
- Emília Márkus (1860–1949)
- József Márkus (1852–1915)
- György Marosan (1908-1992)
- Károly Maróthy (Meizler) (1897-1964)
- László Maróthy (1942–)
- János Martonyi (1944–)
- György Matolcsy (1955–)
- Márta Mátrai (1948–)
- Péter Medgyessy (1942–)
- Zoltán Meskó de Széplak (1883–1959)
- Attila Mesterházy (1974–)
- Lőrinc Mészáros (1966–)
- Kelemen Mikes (1690–1761)
- Béla Miklós (1890–1948)
- Kálmán Mikszáth (1847–1910)
- József Mindszenty (1892–1975)
- Erik Molnár (1894–1966)
- Gyula Molnár (1961–)
- Zsolt Molnár (1974–)
- Illésné Mónus
- Jolán Mónus
- Ferenc Münnich (1886–1967)

## N
- Emil Nagy de Vámos (1871-1956)
- Ferenc Nagy (1903–1979)
- Ferenc József Nagy (1923–2019)
- Frigyes Nagy (1939–)
- Imre Nagy (1896–1958)
- Imre Nagy (1957–)
- István Nagy (1967–)
- Józsefné Nagy (1921–1999)
- Tibor Navracsics (1966–)
- Károly Németh (1922–2008)
- Miklós Németh  (1948–)
- Zoltán Németh (1972–)
- Zsuzsanna Németh (1953–)
- Ferenc Nezvál (1909–1987)
- Péter Niedermüller (1952–)
- István Nikolits (1946–)
- Előd Novák (1980–)
- Katalin Novák (1977–)
- Miklós Nyárádi (1905–1976)
- Rezső Nyers (1923–2018)

## O
- Péter Olajos (1968–)
- Imre Oltványi (1893–1963)
- Viktor Orbán (1963–)
- Gyula Ortutay (1910–1978)
- Csaba Őry (1952–)

## P
- Fidél Pálffy de Erdőd (1895–1946)
- József Pálinkás (1952–)
- László Palkovics (1965–)
- Tivadar Pártay (1908–1999)
- Etelka Barsiné Pataky (1941–2018)
- Irena Pavlič (1934–2022)
- Gyula Peidl (1873–1943)
- Ildikó Pelczné Gáll (1962–)
- John Pepper/József Pogány (1886–1938)
- Pál Pesthy (1873–1952)
- Gábor Péter (prv. Benjámin Eisenberger 1906–1993)
- János Péter (1910–1999)
- Anna Petrasovits (1954–)
- Károly Peyer (1881–1956)
- Sándor Pintér (1948–)
- László Piros (1917–2006)
- József Pogány/John Pepper (1886-1938)
- Zoltán Pokorni (1962–)
- Karl Polányi (1886–1964)
- Kornél Polonyi (1927–2023)
- Kálmán Pongrácz (1898–1980)
- Gergely Pongrátz (1932–2005)
- Imre Pozsgay (1933–2016)
- István Prepeliczay (1936–2002)
- Ottokár Prohászka  (1858–1927)
- Frigyes Puja (1921–2008)
- Endre Puky de Bizák (1871–1941)

## R
- Jenő Rácz (1907–1981)
- László Rajk (1909–1949)
- Mátyás Rákosi (1892–1971)
- István Rakovszky (1858–1931)
- Károly Ráth
- Ádám Récsey (1775–1852)
- Miklós Réthelyi (1939–)
- Miklós Réti
- József Révai (József Lederer) (1898–1959)
- Máriusz Révész (1967–)
- Miklós Ribnyánszki (1915–1980)
- Antal Rogán (1972–)
- Pál Romány (1929–2019)
- Sándor Rónai (1892–1965)
- László Rudas (Adolf Róth) (1885–1950/3)

## S
- András Sajó (1949–)
- László Sándor (1949–)
- István Sarlós (1921–2006)
- András Schiffer (1971–)
- Pál Schmitt (1942–)
- Andor Schmuck (1970–)
- Erzsébet Schmuck (1954–)
- György Schöpflin (1939–)
- Béla Scitovszky (1878–1959)
- Tibor Scitovszky (1875–1959)
- László Sebián-Petrovszki (1977–)
- Zsolt Semjén (1962–)
- Endre Sík (1891–1978)
- István Simicskó (1961–)
- Sándor Simonyi-Semadam (1864–1946)
- Jenő Sipőcz (1878–1937)
- Margit Slachta (1884–1974)
- Tamás Sneider (1972–)
- László Sólyom (1942–)
- Ferenc Somogyi (1945–)
- István Stadinger (1927–2018)
- Brunó Ferenc Straub (1914–1996)
- Tamás Sulyok (1956–)
- László Surján (1941–)
- György Szabad (1924–2015)
- Árpád Szabó (1878–1948)
- Gergely Szabó (1921–2000)
- István Szabó de Nagyatád (1863–1924)
- István Szabó de Sokorópátka
- Iván Szabó (1934–2005)
- János Szabó (1937–2021)
- Pál Szabó (1893–1970)
- Rebeka Szabó (1977–)
- Tímea Szabó (1976–)
- Imre Szacsvay (1818–1849)
- József Szájer (1961–)
- Árpád Szakasits (1888–1965)
- Ferenc Szálasi (1897–1946)
- Kristóf Szalay-Bobrovniczky (1970–)
- László Szalay (1813–1864), tudi zgodovinar
- Pál Szalai/-y (1915–1994) (>>Paul Sterling)
- Tibor Szamuely (1890–1919)
- Tibor Szanyi (1956–)
- Béla Szántó (1881–1951)
- Zoltán Szántó (1893–1977)
- István Széchenyi (1791–1860)
- Csanád Szegedi (1982–)
- Ferenc Székely (1842–1921)
- Bernadett Szél (1977–)
- Kálmán Széll (1843–1915)
- Bertalan Szemere (1812–1869)
- Károly Szendy (1885–1953)
- István Szent-Iványi (1958–)
- Zoltán Szépvölgyi (1921–2006)
- Miklós Seszták (1968–)
- Péter Szijjártó (1978–)
- Katalin Szili (1956–)
- György Szilvásy (1958–)
- József Szlávy (1818–1900)
- Döme Sztójay (Dimitrije Stojaković) (1883–1946)
- Mátyás Szűrös (1933–)

## T
- József Takács (1884–1961)
- Mihály Tancsics (1799–1884)
- István Tarlós (1948–)
- András Tasnádi Nagy (1882–1956)
- Géza Teleki (1911–1983)
- Pál Teleki (1879–1941)
- Gyula Thürmer (1953–)
- Zoltán Tildy (1889–1961)
- István Tisza (1861–1918)
- Kálmán Tisza (1830–1902)
- József Tóbiás (1970–)
- József Torgyán (1932–2017)
- László Toroczkai (László Tóth) (1978–)
- Bertalan Tóth (1982–)
- Csaba Toth ?
- Dezső Tóth (1925–1985)
- László Trócsányi (1956–)
- Béla Turi-Kovács (1935–2023)
- István Türr (1825–1908)

## U
- Új ?
- István Ujhelyi (1975–)

## V
- Ágnes Vadai (1974–)
- Gábor Vajna (1891–1946)
- Béla Varga (1903–1995)
- István Varga
- Judit Varga (1980–)
- Mihály Varga (1965–)
- Eugen "Jenő" Varga (Eugen Weisz) (1879–1964) (madžarsko-judovsko-sovjetski ekonomist)
- Olivér Várhelyi (1972–)
- Péter Várkonyi (1931–2008)
- Zoltán Vas (1903–1983)
- István Vásáry (1887–1955)
- Erzsébet (Metzker) Vass (1915–1980)
- Pál Vastagh (1946–)
- Béla Vég (1922–2004)
- József Veres (1906–1993)
- Péter Veres (1897–1970)
- Gábor Vona (r. Zázrivecz) (1978–)
- Vince Vörös
- Sebő Vukovics (1811–1872)

## W
- Lajos Walko (1880–1954)
- Sándor Wekerle (1848–1921)

## Z
- Ágost Zichy
- Ferenc Zichy (1811–1900)
- János Zichy (1868–1944)
- József Zichy (1841–1924)
- Károly Zichy (1753–1826)
- Béla Zsedényi de Lőcse/lőcsei (1894–1955)
- Dániel Zsiga-Kárpát (1979–)
- Tibor Zsitvay (1884–1969)
- Béla Zsolt (1895–1949)
- Sándor Zöld (Benjámin Eisenberger 1906–1993)